# Гетто в Озоркуве
Гетто в Озоркуве — еврейское гетто, созданное нацистами в период оккупации Польши во время Второй мировой войны в городе Озоркув. Существовало с конца 1941 года—весны 1942 года по август 1942 года.

## История
Озоркув был захвачен нацистами со второй попытки в начале сентября 1939 года. В первый день оккупации захватчики расстреляли 24 еврея, затем подожгли синагогу. Тушить пожар запретили, а позже — приказали снести стены синагоги. Практически сразу евреев стали отправлять на принудительные работы, например, хоронить трупы жителей города, разбросанные по улицам.
Осенью 1939 года нацисты приказали создать юденрат. Его председателем был назначен юрист Шимон Барчинский, заместителем — Шимон Лиска. Также была создана еврейская полиция под командованием И. Познацовского.

## Гетто
Переселение евреев, проживавших на центральных улицах, в отведенные им переулки началось в конце 1939 — начале 1940 годов. Официального приказа о создании гетто не было и оно создавалось поэтапно. Со временем квартал, населенный евреями, был огорожен колючей проволокой, однако никакой охраны не было и отдельные евреи проживали за пределами гетто.
Существуют разные данные относительно того, когда гетто в городе стало единственным местом в городе, где могли проживать евреи. По одним — это ноябрь или начало декабря 1941 года. По другим — закрытое гетто было окончательно создано весной 1942 года, когда всех нетрудоспособных евреев отправили из города на уничтожение. На начало 1942 года узниками гетто были около 5000 евреев. Располагалось оно на улицах Партизантов, Польна и Красицки.
В гетто нацисты организовали несколько мастерских по пошиву одежды и изготовлению обуви для немецких учреждений. Евреи стремились устроиться на работу. Во-первых, за это платили небольшую зарплату, а во-вторых, считалось, что работа на немцев позволит избежать депортации из гетто. Еды и места в гетто не хватало. В столовой, организованной юденратом выдавали 250 граммов хлеба и одну чашку супа в день на человека. Поляки Озоркува помогали узникам гетто хлебом и картошкой. Без надлежащей медицинской помощи умерло около 150 евреев, большая часть из которых — от тифа.
В 1941 году узников начали отправлять в трудовые лагеря Познаньского района. Часть евреев решало переехать туда добровольно. Однако вскоре, когда стало известно об ужасных условиях в этих лагерях, подобное прекратилось. 4 апреля 1941 года 400 человек из гетто были схвачены в и отправлены в лагерь под Познанью. В марте или апреле 1942 года около 300—500 евреев были вывезены из города из-за их непригодности для работ или для предотвращения эпидемии тифа.

## Ликвидация гетто
Процесс ликвидации гетто в Озоркуве начался в апреле 1942 года. Тогда нацисты приказали публично повесить 8 или 10 евреев на рыночной площади. По официальной версии оккупантов, это было наказание за побег еврея из здания, предназначенного для карантина. Юденрату было приказано выдать на расправу десять человек. Еврейская полиция была вынуждена исполнить этот приказ. За казнью заставили наблюдать всех узников гетто. Тела убитых не разрешали хоронить в течение двух дней.
В том же месяце все евреи Озоркува были согнаны в здание школы за пределами гетто. Там их осмотрела комиссия, состоящая из немецких врачей. По итогам осмотра евреям поставили отметки на теле. Букву А — молодым и сильным, B — всем остальным. Последних, по разным данным от 1700 до 2000 человек, вывезли в лагерь смерти Хелмно.
21—22 мая 1942 года из оставшихся узников гетто было отобрано от 790 до 1387 евреев для трудовых работ, которые были перевезены в гетто Лодзи. После этого в гетто Озоркува осталось около 1000 человек. Они были отправлены на принудительные работы по изготовлению обуви и униформы для вермахта. Узники получали небольшую зарплату, которую хватало на небольшое количество продуктов.
В августе 1942 года 1027 евреев Озоркува были отправлены в гетто Лодзи. Небольшое количество узников были оставлены в Озоркуве на несколько дней, чтобы подготовить к отправке в Рейх еврейское имущество.